# Подгорцы (Золочевский район)
Подгорцы (укр. Підгірці) — село в Заболотцевской сельской общине Золочевского района Львовской области Украины.
Население по переписи 2015 года составляло 1076 человек. Занимает площадь 2,394 км². Почтовый индекс — 80660. Телефонный код — 3266.

## Достопримечательности
- Подгорецкий замок
- Французский регулярный парк
- Бывший итальянский парк на террасах
- Деревянная церковь святого Архистратига Михаила
- Римско-католический костёл Воздвижения и Св. Иосифа.
- Подгорецкий монастырь

## Галерея

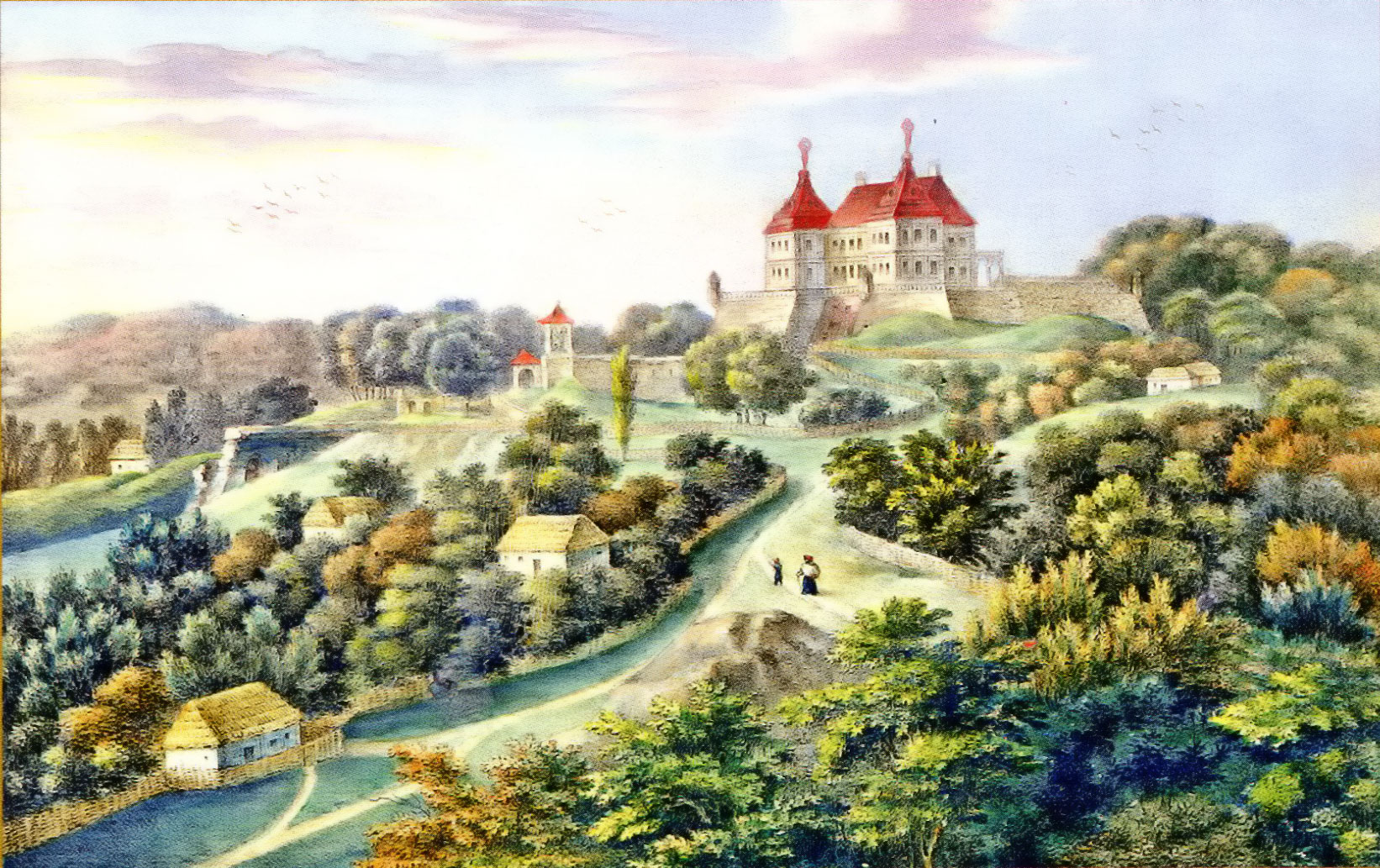
Кароль Ауэр. Замок в Подгорцах
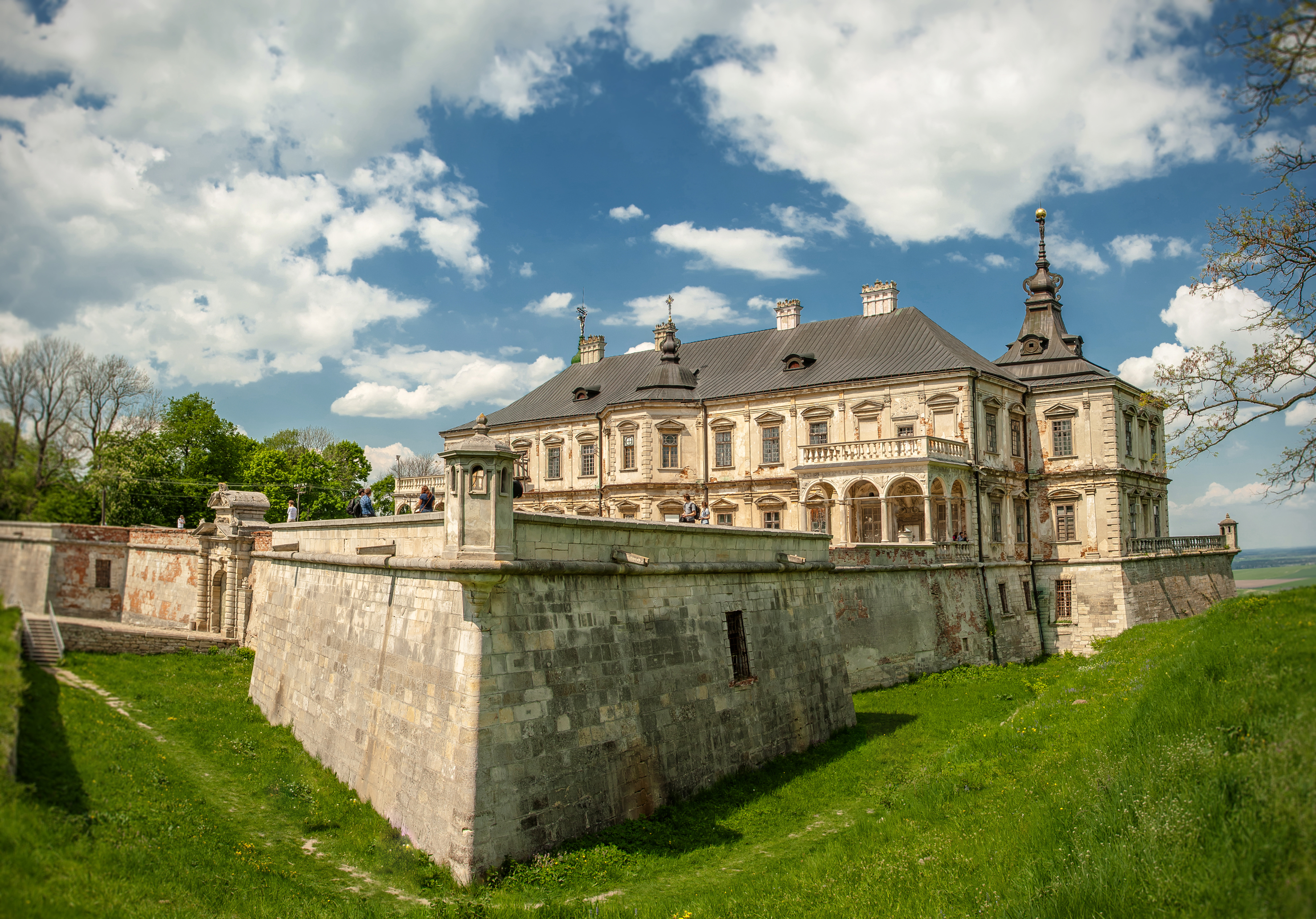
Подгорецкий замок
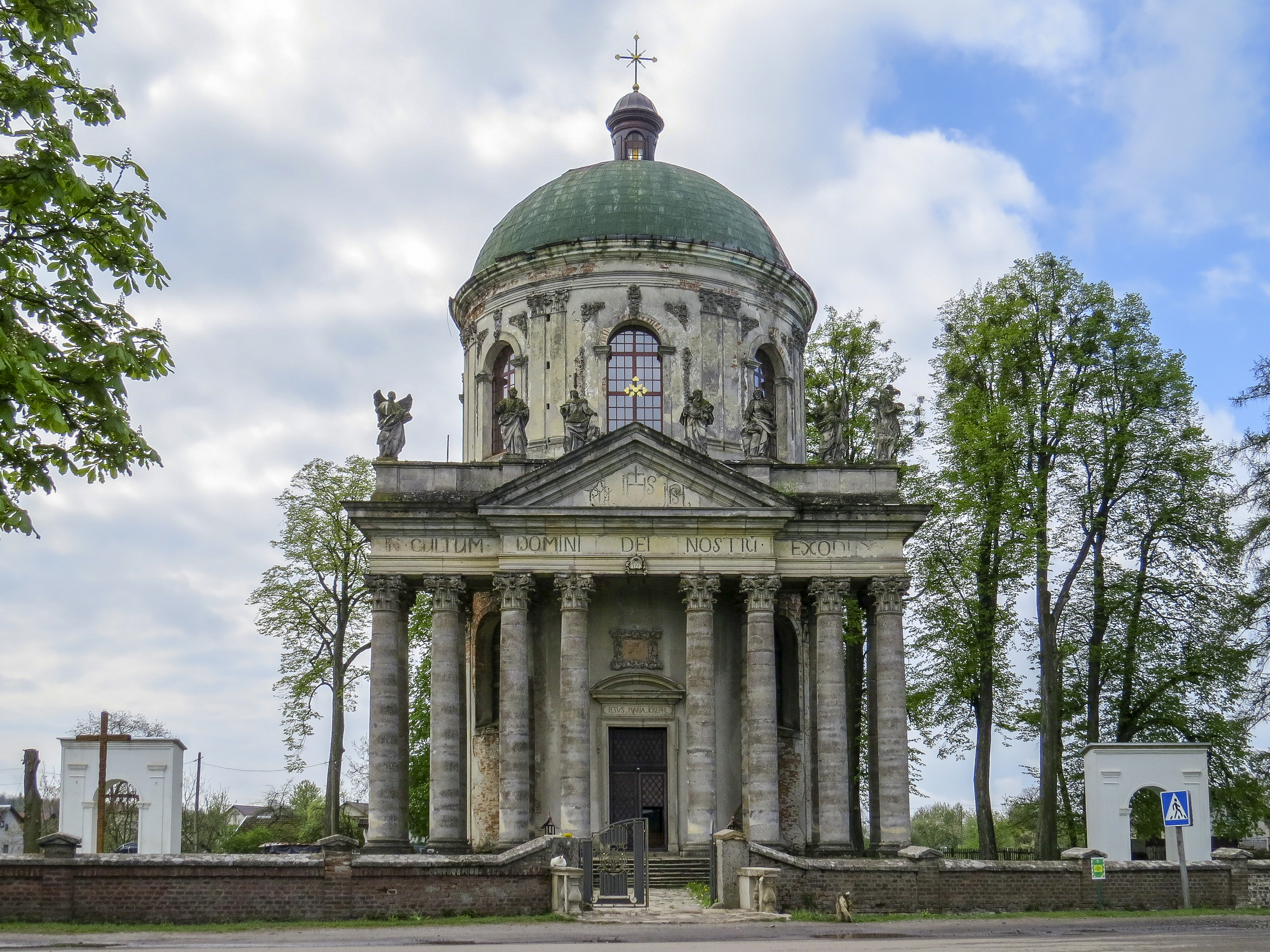
Костёл Воздвижения и св. Иосифа
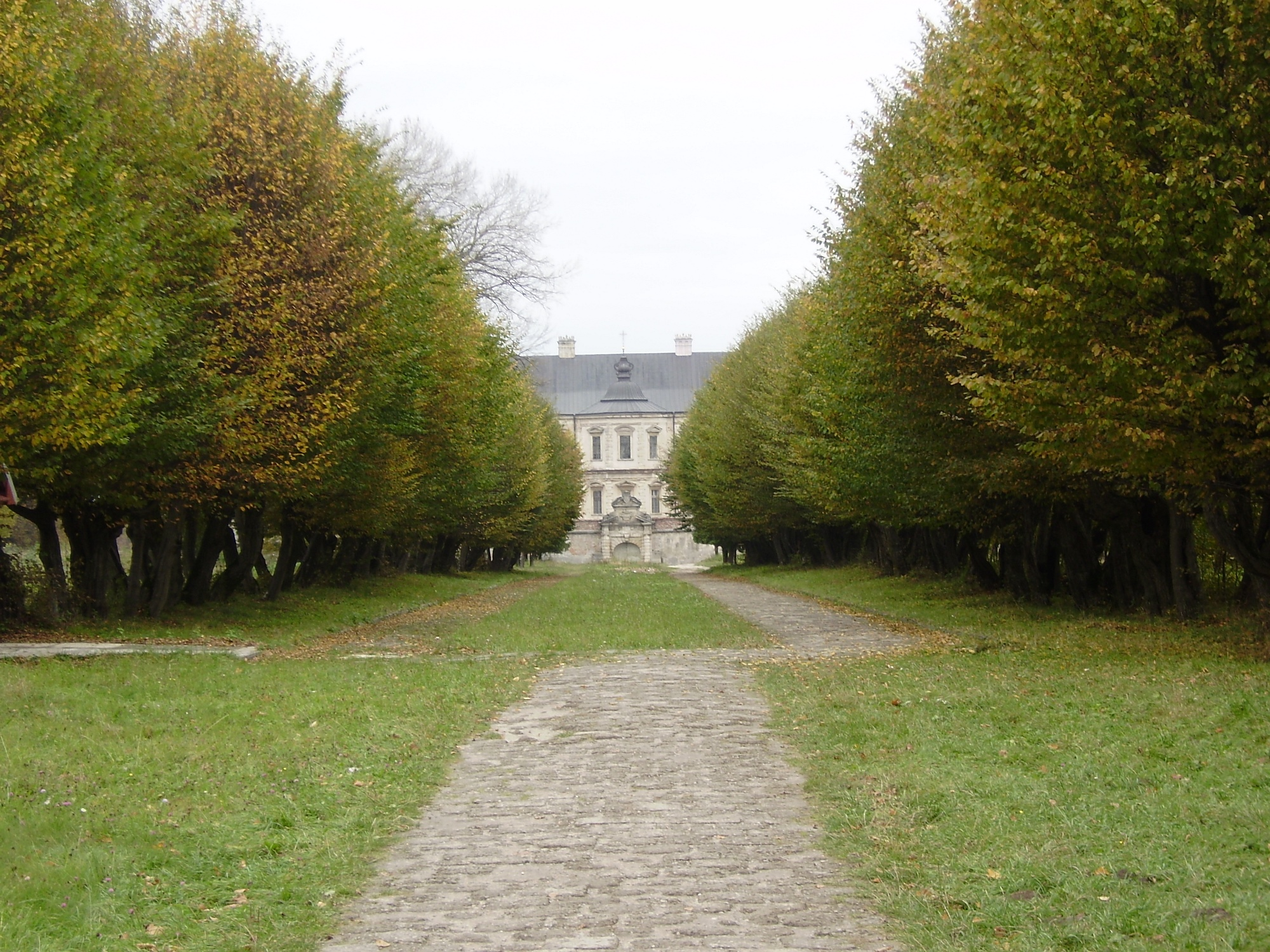
Подгорецкий парк
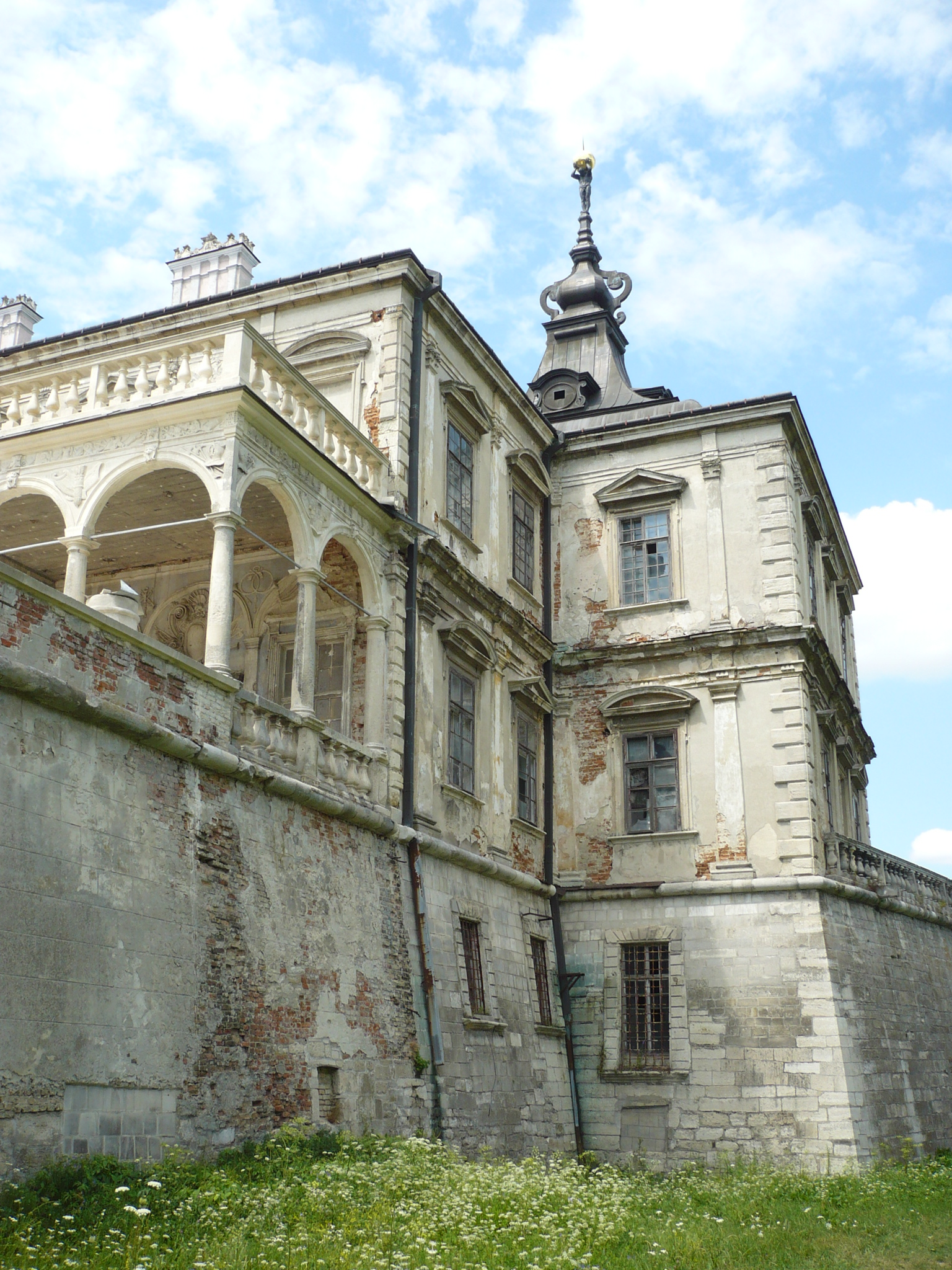
Подгорецкий замок
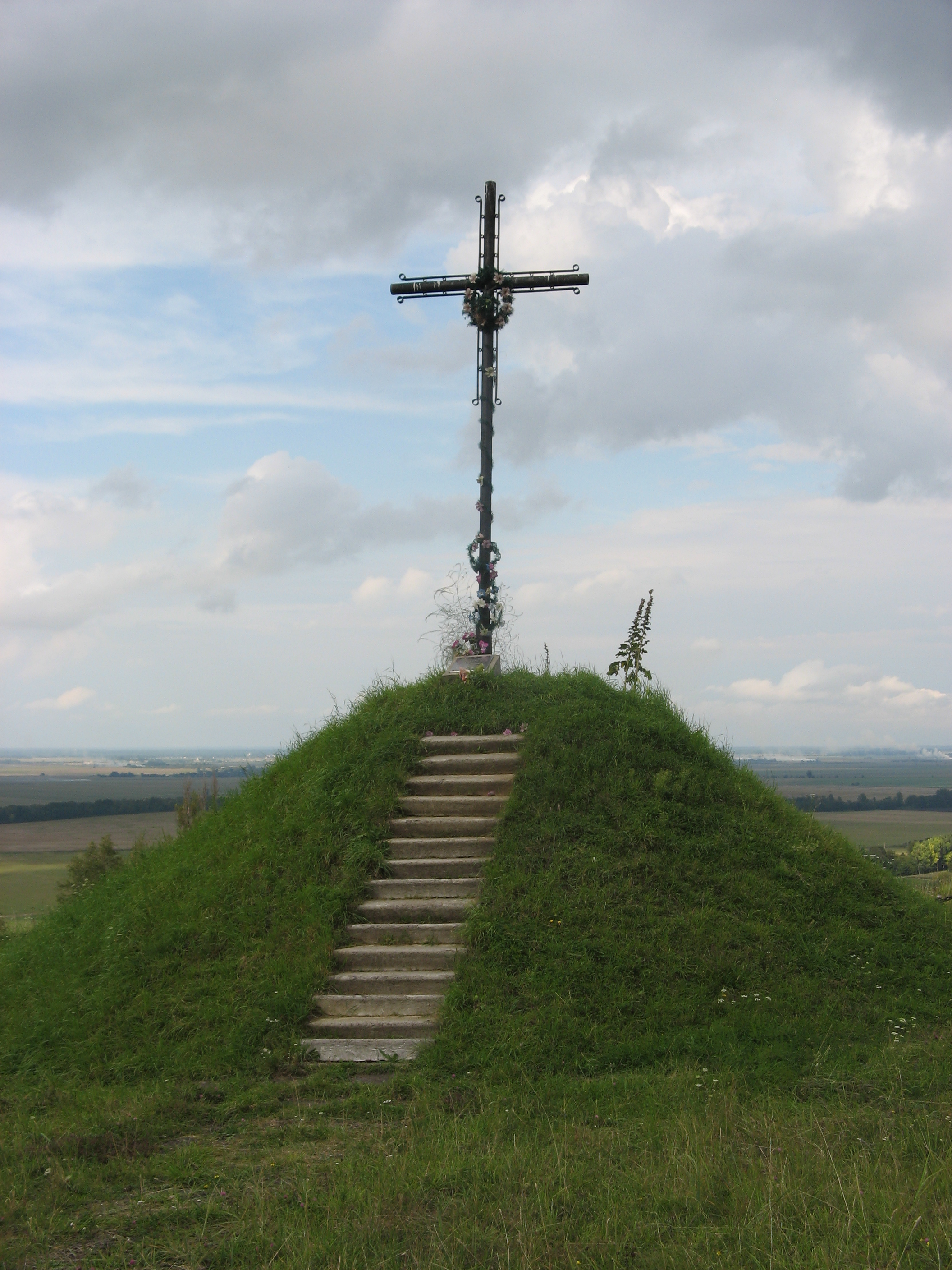
Братская могила воинов УПА и  украинской дивизии СС "Галичина" (пам., 1993)
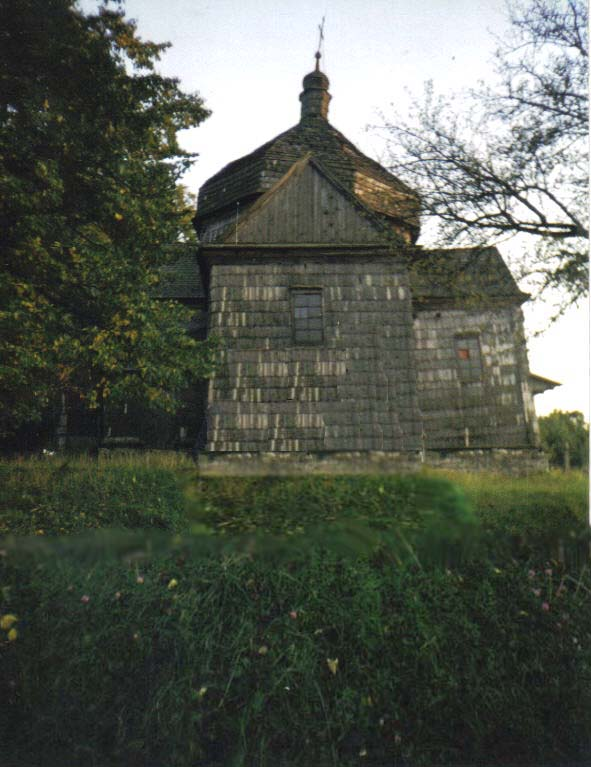
Церковь святого Архистратига Михаила
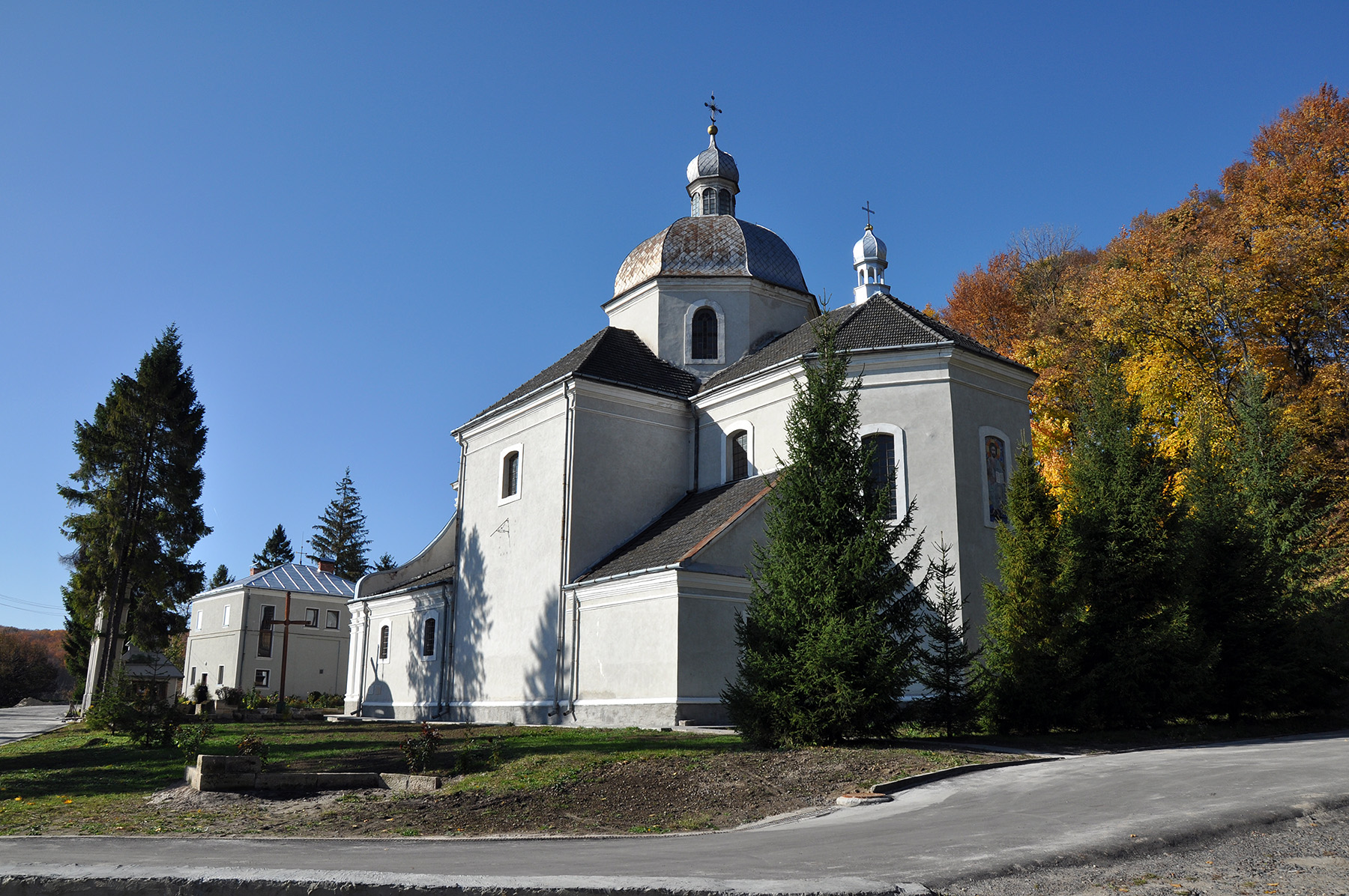
Подгорецкий монастырь

## Археология
Возле села Подгорцы на месте летописного древнерусского города Плиснеск находится памятник архитектуры Плиснеское городище VII—VIII веков площадью 10—12 га. Первые археологические раскопки Плеснеского археологического комплекса (uk:Пліснеський археологічний комплекс) были начаты в 1810 году.